# Best of RBD
Album Best of RBD sadrži najveće hitove pop grupe RBD. Objavljen je i na kineskom i engleskom jeziku. U albumu se također nalazi i DVD sa svim spotovima grupe RBD, osim posljednjeg - Para Olvidarte De Mi jer još onda nije izašao.  14. kolovoza 2008. menadžer grupe Pedro Damian objavio je da se grupa RBD razilazi. Naglasio je da u sastavu nije bilo nikakvih nesuglasica već da su svi članovi zaokupljeni različitim projektima te da bi bilo za sve najbolje da se raziđu.

### Popis pjesama
CD
1. "Rebelde (Buntovnik)" — 3:32
2. "Solo quédate en silencio (Samo ostani u tišini)" — 3:37
3. "Un poco de tu amor (Malo tvoje ljubavi)" — 3:24
4. "Sálvame" (Spasi me)" — 3:43
5. "No Pares" (Ne staj)" — 3:47
6. "Nuestro amor (Naša ljubav)" — 3:34
7. "Aún hay algo (Još ima nešto)" — 3:33
8. "Este corazón (Ovo srce)" — 3:30
9. "Tras de mí (Iza mene)" — 3:11
10. "Tu Amor (Tvoja ljubav)" — 4:38
11. "Ser o Parecer (Postojim)" — 3:33
12. "Celestial (Nebeski)" — 3:27
13. "Bésame Sin Miedo (Poljubi me bez straha)" — 3:33
14. "Inalcanzable (Nedostižno)" — 4:14
15. "Empezar Desde Cero (Započeti od nule)" — 3:14

DVD
1. "Rebelde"
2. "Solo quédate en silencio"
3. "Sálvame"
4. "No Pares" (Uživo)
5. "Nuestro amor"
6. "Aún hay algo"
7. "Tu Amor"
8. "Ser o Parecer"
9. "Celestial"
10. "Bésame Sin Miedo"
11. "Inalcanzable
12. "Empezar Desde Cero"